# Oligodon bitorquatus
Oligodon bitorquatus este o specie de șerpi din genul Oligodon, familia Colubridae, descrisă de Heinrich Boie în anul 1827. A fost clasificată de IUCN ca specie cu risc scăzut. Conform Catalogue of Life specia Oligodon bitorquatus nu are subspecii cunoscute.